# Gustav Stever

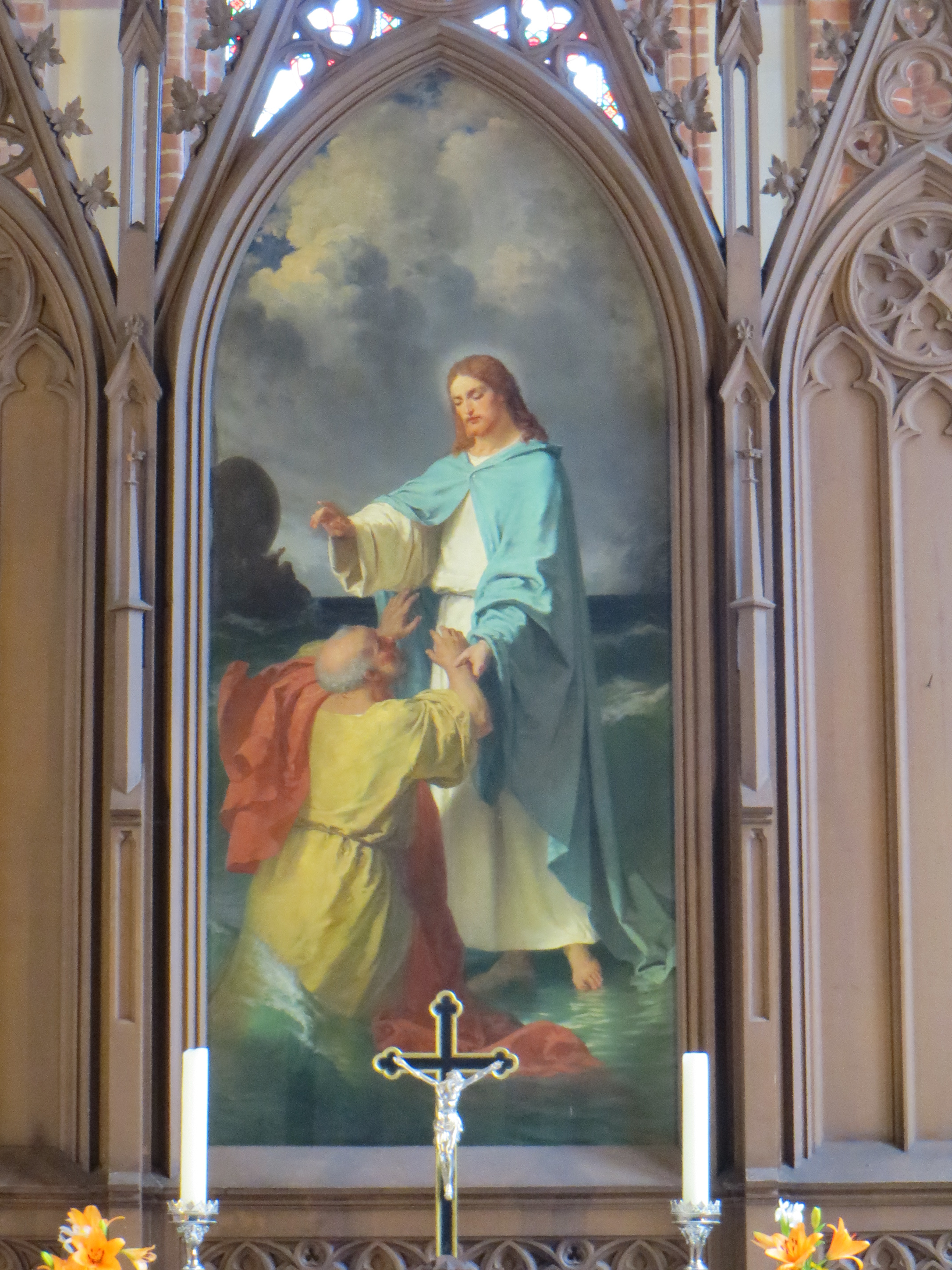
Altartavlan i Wustrows kyrka.

Gustav Curt Stever, född 16 maj 1823 i Riga, död 17 mars 1877 i Düsseldorf, var en tysk målare.
Han var son till advokaten och författaren Kurt Heinrich Stever von Mecklenburg och dennes hustru. Stever växte upp i Riga, men efter sin fars död 1827 flyttade modern tillbaka till Greifswald, där han placerades i tysk skola. Stever studerade vid Akademie der Künste i Berlin 1847–1850. Efter studierna flyttade han till Stockholm, där han anlitades av Uppsala universitet och hovet för att utföra ett antal porträtt och kom därmed att vistas i Sverige 1850–1859. 
Efter sin tid i Sverige flyttade han till Hamburg via längre uppehåll i hos Thomas Couture i Paris. Under sin tid i Sverige medverkade han i Konstakademiens utställning 1853. Bland hans porträtt från Sverigetiden märks porträtten över skådespelaren Mamsell Jacobsson, ärkebiskop H.O. Holmström, professor W.F. Palmblad och konstnären Wilhelm Wohlfahrt. Han anställdes som stadsmålare i Düsseldorf 1859 för att utföra en rad porträtt; samtidigt undervisade han bland andra Paul Spangenberg i porträttkonstens tekniker. Han var under flera perioder verksam vid Schloss Basthorst i Crivitz där han blev utnämnd till hovmålare av hertigen av Mecklenburg. Han reste till London 1865 för att utföra en serie porträtt. 
Bland hans offentliga arbeten märks altartavlorna för kyrkan i Wustrow och kyrkan i Lenzen. Hans konst består av porträtt, historiemålningar och genremotiv. Förutom tyska museer och kyrkor är Stever representerad vid Nationalmuseum, Ulriksdals slott, Strängnäs domkyrka, Östgöta nation i Uppsala och Gripsholm.